# Sundasalangidae
A Sundasalangidae a csontos halak (Osteichthyes) főosztályának,
a sugarasúszójú halak (Actinopterygii) osztályába, ezen belül a heringalakúak (Clupeiformes) rendjébe tartozó család. 1 nem és 7 faj tartozik a családhoz.

## Rendszerezés
A családba az alábbi nem és fajok tartoznak
- Sundasalanx (Roberts, 1981) – 7 faj
  - Sundasalanx malleti
  - Sundasalanx megalops
  - Sundasalanx mekongensis
  - Sundasalanx mesops Siebert
  - Sundasalanx microps
  - Sundasalanx platyrhynchus
  - Sundasalanx praecox